# Mörttjärnarna (Revsunds socken, Jämtland)
Mörttjärnarna är en sjö i Bräcke kommun i Jämtland och ingår i Ljungans huvudavrinningsområde. Sjön har en area på 0,0387 kvadratkilometer och ligger 424,5 meter över havet.

## Delavrinningsområde
Mörttjärnarna ingår i det delavrinningsområde (697513-145921) som SMHI kallar för Utloppet av Långselet. Medelhöjden är 401 meter över havet och ytan är 14,58 kvadratkilometer. Räknas de 85 avrinningsområdena uppströms in blir den ackumulerade arean 826,75 kvadratkilometer. Gimån som avvattnar avrinningsområdet har biflödesordning 2, vilket innebär att vattnet flödar genom totalt 2 vattendrag innan det når havet efter 216 kilometer. Avrinningsområdet består mestadels av skog (83 procent). Avrinningsområdet har 1,13 kvadratkilometer vattenytor vilket ger det en sjöprocent på 7,8 procent.